# Экономика Гамбии
Гамбия — одна из наименее развитых стран Африки.

## Сельское хозяйство
Сельское хозяйство остаётся ведущей отраслью экономики Гамбии. Главной экспортной культурой является арахис, для внутреннего потребления производятся рис, кукуруза, кассава. Развито рыболовство, как морское, так и речное.

## Промышленность
Промышленность даёт примерно 13 % ВВП (2015). Основная отрасль промышленности — пищевая. Обрабатывающая промышленность представлена заводами по обработке сельскохозяйственного сырья.

## Макроэкономика
| Год  | ВВП (млрд долларов) | Инфляция (проценты) |
| ---- | ------------------- | ------------------- |
| 1980 | 0,253               | 5                   |
| 1985 | 0,191               | 18,3                |
| 1990 | 0,291               | 12,2                |
| 1995 | 0,381               | 7                   |
| 2000 | 0,421               | 0,9                 |
| 2006 | 0,486               | 4                   |

## Транспорт
Автодороги
- Всего 3740 км (2011)[1]
  - С твёрдым покрытием 711 км
  - Без твёрдого покрытия 3029 км

Торговый флот
- Всего судов 4 (2010)[1]
  - Водоизмещение 32.064 грт/9.751 дедвейт/тонны

## Торговля
Экспорт: рыба, ядра пальмовых орехов, арахис и продукты из него, хлопчатобумажная корпия.
Партнёры: Китай (34,4 %), Индия (32,9 %), Великобритания (8,2 %), Франция (4,4 %) (2014).
Объем экспорта $102,5 млн (2015)
Импорт: продовольствие, транспортное оборудование, топливо, автомобили
Объем импорта: $310 млн (2015)